# Chiesa di San Giacomo Apostolo dei Domenicani
La chiesa di San Giacomo Apostolo dei Domenicani, edificata nel corso del XIII secolo nella parte meridionale della città di Forlì, fu sede dell'ordine dei domenicani, da cui prese il nome più noto di chiesa di San Domenico. Fa oggi parte dei Musei di San Domenico.

## Storia
Vi abitarono, tra gli altri:
- Il beato Giacomo Salomoni (Venezia, 1231 - Forlì, 1314), venerato il 31 maggio;
- Il beato Marcolino da Forlì (1317 - 1397), venerato il 2 gennaio;
- Il beato Carino Pietro da Balsamo, che, dopo aver assassinato san Pietro martire, si pentì del gesto, si rifugiò a Forlì dove ebbe come padre spirituale il beato Giacomo Salomoni, e morì in fama di santità; è venerato il 28 aprile.

Nella prima metà del Cinquecento furono ristrutturati i due chiostri e la sala del Capitolo.

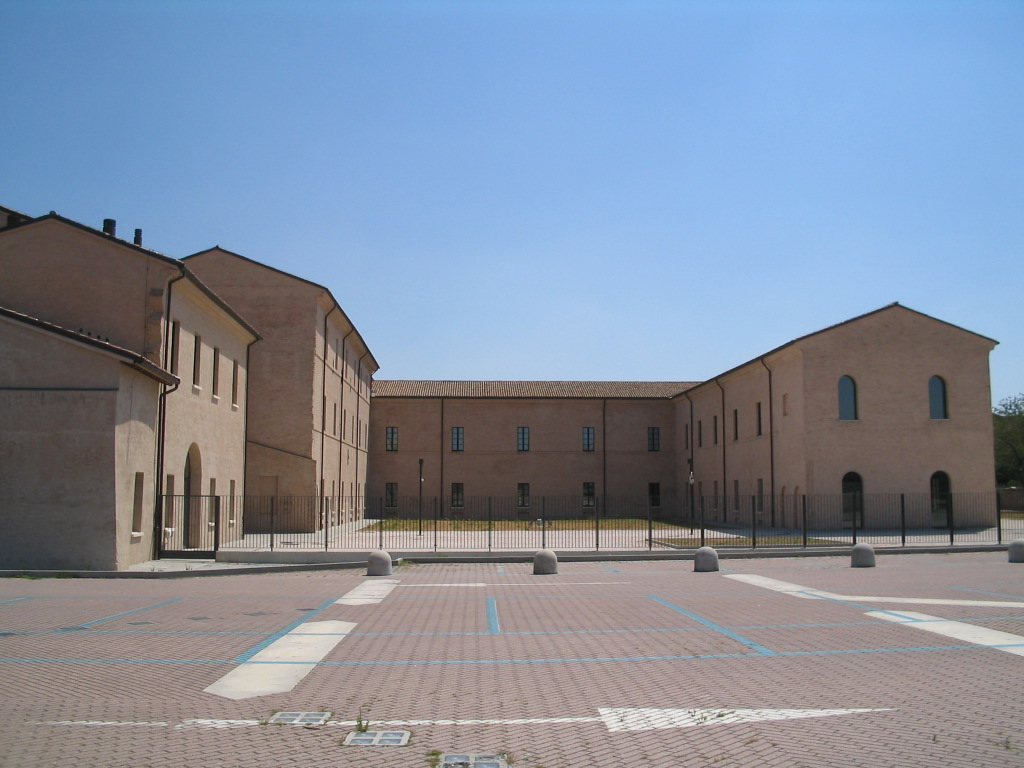
Complesso di San Domenico, Forlì.

Tra il 1715 e il 1719 l'interno della chiesa venne riformato sulla base di un progetto attribuito a Giuseppe Merenda, ispirato alla grazia leggiadra del barocchetto.
Espropriato e ridotto ad usi militari da Napoleone, il complesso, dopo essere stato per breve tempo restituito all'Ordine, fu di nuovo incamerato dallo Stato, stavolta sabaudo, nel 1867. Si avviò così verso un rapido declino, che lo condusse nel 1978 al crollo del tetto e allo sventramento della chiesa.
Dopo un lungo e complesso intervento di restauro, la chiesa è tornata fruibile dal giugno 2015 come Auditorium e può ospitare più di 2000 persone.